# Avenue Celso Garcia
 (novembre 2024).
L'avenue Celso Garcia est une importante artère São Paulo. 

## Situation et accès
Cette voie de circulation de la zone est de São Paulo, située entre les districts de Brás et Penha. Elle constitue un corridor reliant les quartiers de la zone est à la région centrale de la ville.

## Origine du nom
Elle rend honneur à Celso Garcia (pt), journaliste et avocat.

## Historique
Depuis les années 1970, l’avenue a connu un processus de dégradation accéléré sur sa majeure partie.
Initialement dénommée « rua da Intendência » elle a pris son nom actuel en 1909. Le changement de nom a eu lieu après une pétition dans laquelle 891 citoyens ont signé pour demander que l'avenue où Celso Garcia a vécu jusqu'à sa mort porte son nom. Le document a été présenté au conseil municipal, et les conseillers ont envoyé une pétition au maire Raimundo Duprat (pt), ce qui a permis de renommer l'avenue.